# Tapinellaceae
Famille
Les Tapinellaceae sont une famille de champignons de l’ordre des Boletales. 
Il contient trois genres, les Bondarcevomyces, les Pseudomerulius et les Tapinella et sept espèces.[réf. nécessaire]

## Liste des genres et espèces
Selon Catalogue of Life (2 novembre 2013) :
- genre Bondarcevomyces
- genre Pseudomerulius
- genre Tapinella

Selon MycoBank (2 novembre 2013) : 
- genre Bondarcevomyces
  - Bondarcevomyces taxi
- genre Pseudomerulius
  - Pseudomerulius aureus
  - Pseudomerulius curtisii
  - Pseudomerulius elliottii
- genre Tapinella
  - Tapinella panuoides
  - Tapinella atrotomentosa
  - Tapinella corrugata
- sous-famille des Tapinellineae

Selon NCBI (2 novembre 2013) :
- genre Bondarcevomyces
  - Bondarcevomyces taxi
- genre Pseudomerulius
  - Pseudomerulius aureus
  - Pseudomerulius curtisii
- genre Tapinella
  - Tapinella atrotomentosa
  - Tapinella panuoides